# Batalla de Cerinza
La Batalla de Cerinza fue un enfrentamiento militar —en el marco de la disolución de la Gran Colombia— librado el 26 de abril de 1831 entre las tropas constitucionales del general neogranadino Juan Nepomuceno Moreno y las dictatoriales del también general venezolano Justo Briceño, enviado por el General Rafael Urdaneta.
El 5 de septiembre de 1830 Urdaneta dio un golpe de Estado contra el gobierno constitucional de Joaquín Mosquera, exigiendo el retorno de Simón Bolívar. Así, la Nueva Granada se dividía en dos facciones: los militares bolivarianos partidarios de la dictadura de Rafael Urdaneta y los civiles de tendencias liberales partidarios del exiliado Francisco de Paula Santander.
Rebeliones en todo el país fueron acorralando a Urdaneta hasta que el 15 de febrero de 1831, en Pore, el coronel José María Gaitán y el capitán José Manuel Lasprial proclamaron un nuevo levantamiento en Casanare. La asamblea allí reunida le pidió al general Moreno liderar un ejército llanero hacia la capital. Urdaneta todavía conservaba 5.000 veteranos en Tunja y Cundinamarca pero su situación era tan crítica que el 10 de enero una junta de personalidades de Bogotá le aconsejó convocar un congreso constituyente sin incluir a Ecuador ni Venezuela.
Partieron a comienzos de abril y estaban armados por José Antonio Páez. Avanzaron por Morcote y Paya, cruzaron la cordillera de los Andes por el páramo de Pisba, donde el frío causó bajas a los llaneros. El 23 de abril llegaron a Socha, donde enviaron una misiva del general Briceño y el coronel Reyes Patria, jefes del ejército dictatorial en Sogamoso, exigiendo su rendición. Sin esperar respuesta cruzaron a nado el río Chicamocha en la noche por estar bloqueado el puente. El 25 de abril ocuparon Cerinza y al día siguiente las fuerzas dictatoriales intentaron asaltar el pueblo, lo que consiguieron brevemente, pero una feroz carga llanera los hizo dispersarse en pocos minutos. Reyes Patria es capturado en un páramo cuando se separa de su destacamento. Briceño se retiró a Tunja con 400 supervivientes, donde fusiló a 4 oficiales enemigos, incluido Francisco de Miranda Andrews, de veinticinco años, hijo de Francisco de Miranda y quien había matado en un duelo al cónsul de Países Bajos.
El 28 de abril Urdaneta se reunió con algunos generales opositores para acordar el Convenio de Apulo, donde accedió a renunciar al mando del ejército a cambio que el vicepresidente del exiliado Mosquera, Domingo Caycedo, lo reconociera como presidente hasta que se convocara una asamblea constituyente. Moreno avanzó hasta Zipaquirá, donde el general enfermó. Muchos constitucionalistas, temerosos que Moreno se hiciera con el poder y masacrara a los bolivarianos, enviaron al general José Hilario López a reunirse con él y convencerlo de reconocer el acuerdo. El 4 de mayo Caycedo volvía a Bogotá a recuperar el gobierno.
Finalmente, después de acampar en Serrezuela el 13 de mayo López y Moreno entraron en Bogotá por el barrio de San Victorino a la cabeza de 4.000 soldados y Urdaneta partió al exilio el 28 de mayo. Los siguientes dos meses se pasaron en negociaciones entre ambas facciones, donde López supo calmar a los ánimos más exaltados, como el de Moreno. Así, Caycedo convocaba una Convención Constitucional el 25 de mayo y el 10 de junio permitía el retorno de Santander y otros involucrados en la conspiración Septembrina. El 13 de junio Moreno se llevó a sus 700 llaneros a Tunja, causando alivio a los bogotanos, ya que los llamados «salvajes» no reconocían disciplina militar fuera del campo de batalla, robaban lo que deseaban y no se inmutaban al matar. El 15 de junio se reunía la Convención en Leiva. En Tunja también recibieron con alivio la proclama de despedida del altiplano del general llanero el 26 de septiembre y su retorno a Casanare.